# 竜宮浜漁港

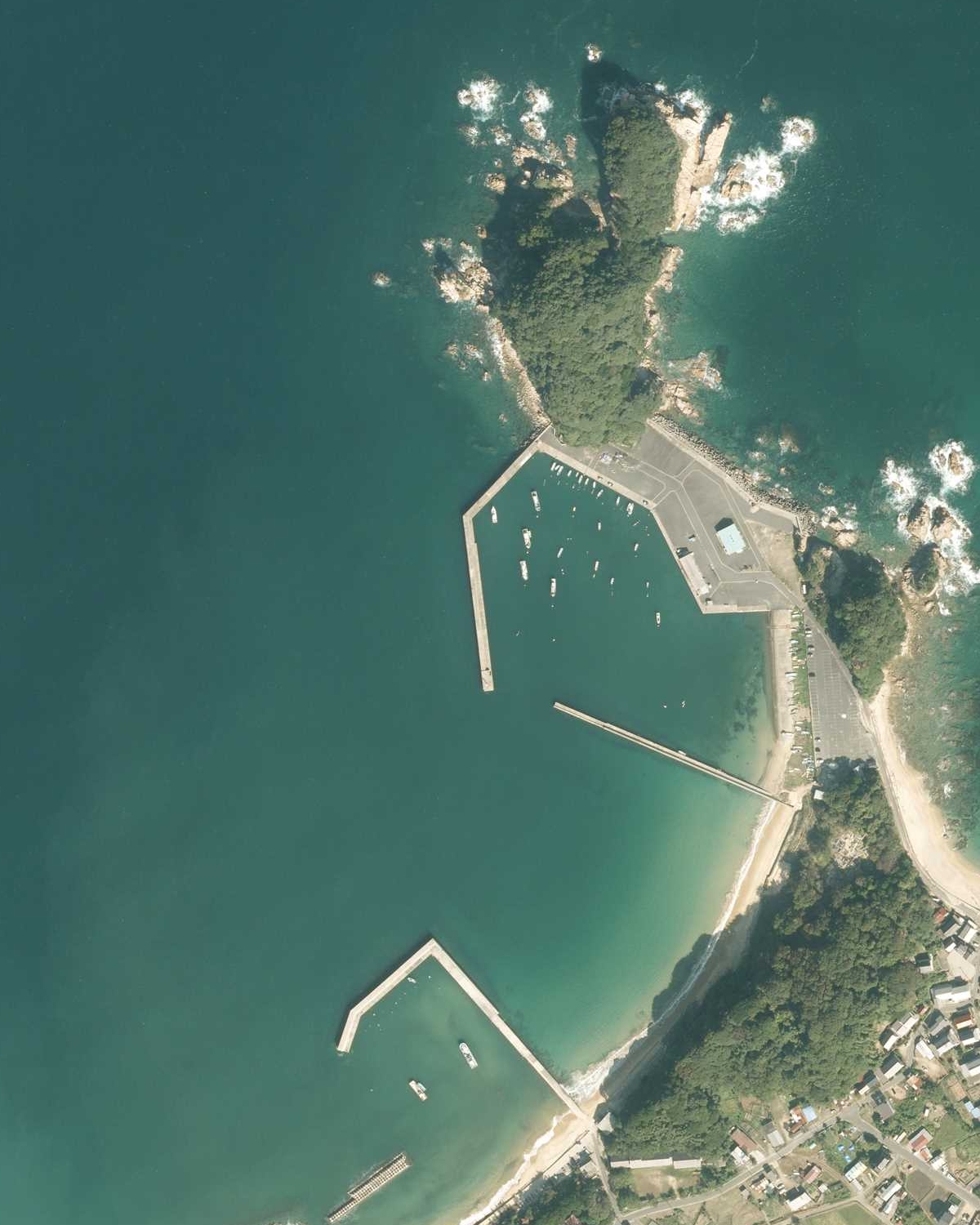

竜宮浜漁港（りゅうぐうはまぎょこう）は、京都府舞鶴市にある港。漁港漁場整備法（昭和25年5月2日法律第137号）第1章第5条に規定する第2種漁港である。

## 概要
- 所在地 - 京都府舞鶴市小橋、三浜
- 管理者 - 舞鶴市[1][2]
- 漁業協同組合 - 京都府漁業協同組合 竜宮浜支所
- 組合員数 - 55
- 漁港番号 - 3020020

## 沿革
- 1952年（昭和27年）2月29日 - 第2種漁港に指定

## 主な魚種
- イワシ
- アジ
- ハギ

## 主な漁業
- 定置漁業
- 採貝藻漁業